# Vodní pólo na mistrovství Evropy v plaveckých sportech 1950
Zápasy ve vodním pólu na mistrovství Evropy v plaveckých sportech za rok 1950 proběhly ve Vídni, Rakousko ve dnech 20. až 27. srpna 1950.

## Československá stopa
Československo mistrovství Evropy ve Vídni bojkotovalo. Podpořilo bojkot původního pořadatele Maďarska.

## Medailisté
| Muži | Zlato | Stříbro | Bronz |
| ---- | --- | --- | --- |
| Tým  | Nizozemsko (NED) (Gerrit Bijlsma, Cornelius Braasem, Gaston Finee, Hendrikus Keetelaar, Nijs Korevaar, Frits Smol, Marcus van Gelder, Rudolf van Feggelen, ???, ???) | Švédsko (SWE) (Rune Öberg, Erik Holm, Bertil Jansson, Rolf Julin, Roland Spångberg, Arne Jutner, Bo Lexander, Åke Julin, Olle Johansson, ???, ???) | Jugoslávie (YUG) (Zdravko Kovačić, Veljko Bakašun, Ivo Štakula, Ivo Kurtini, Zdravko Ježić, Božo Grkinić, Lovro Radonić, Juraj Amšel, Ivo Brajević, Matko Geszl, Hrvoje Kačić, Boško Vuksanović) |

pozn. Dva hráči ze sestav byli nehrajícími náhradníky tj. náhradníci na tribuně, nebo necestujující náhradníci připraveni na telefonu dorazit v případě zranění.